# アリスタルコス (クレーター)
アリスタルコス(Aristarchus)は、月の北西部に横たわるクレーターである。月の表面の大きな構造のなかでもっとも明るいと考えられ、月の平均的なアルベドと比較して2倍ほどもある。これにより肉眼でも確認することができ、大きな望遠鏡であれば眩いばかりである。月面が地球照によって照らされた時でも、容易に確認できる。
このクレーターは、アリスタルコス台地の南東に位置している。この台地はRilleのようなたくさんの火山的特徴が認められており、ルナ・プロスペクターによって計測されたラドンガス放出現象及びたくさんのTLPが報告されている。
アリスタルコスは初め、イタリアの地図制作者ジョヴァンニ・バッティスタ・リッチョーリによって、ギリシャの天文学者アリスタルコスの名前を取って命名された。彼の業績であるAlmagestum novum (新アルマゲスト)が1651年に出版され、望遠鏡で見える特徴(のちにcratersと呼ばれる)の エポニムは天文学者と哲学者から取られ、この名前は1935年の国際天文学連合の投票で公式に認められた。

## 月理学

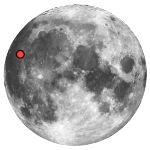
月におけるアリスタルコスの位置

アリスタルコスは、嵐の大洋の中心にある台地(アリスタルコス台地)の上に位置している。この台地は200 kmにわたる台地で、南東部の海より2 kmほど高く盛り上がった傾斜地殻ブロックである。また、アリスタルコスは ヘロドトスとVallis Schröteriのちょうど東、Rimae Aristarchusと命名された細くまがりくねったrilleのちょうど南に位置する。
クレーターが輝く理由としては、おおよそ4億5000万年前と形成が若く、宇宙風化による暗化が十分に起こっていないためであると考えられている。衝突は、光条クレーターであるコペルニクスの形成の後で、ティコの形成より前であった。
クレーターの中心は最も明るい領域である。内部の底の断面は比較的水平に見えるが、ルナ・オービターが撮像した画像により、たくさんの小さな丘や、縞模様の筋、小さい裂け目で覆われていることが明きらかになった。クレーター外壁は段々で多角形の形をしており、衝突放出物で覆われている。また、衝突放出物の分布は南東方向に向かって光条を成し、これはアリスタルコスが北西からの斜め衝突により形成されたこと、この領域がアリスタルコス台地と月の海両方からの物質を含んでいることを示唆する。

## リモートセンシング
1911年、ロバート・ウィリアム・ウッドはクレーター地域の紫外線画像を撮影した。彼はアリスタルコス台地が紫外線で異常に明るいことを見出し、北の地域に硫黄鉱脈の徴候があることを見つけた。この領域はしばしば"Wood's Spot"と呼ばれる。

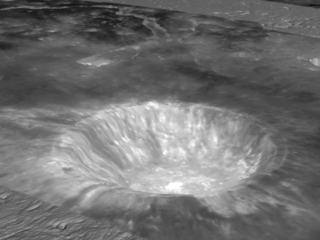
シミュレート地形上にマッピングされたアリスタルコスと周辺物。 NASA photo.

クレメンタインによるクレーター画像からは鉱物分布が調べられた。中央丘は主に斜長石から成り、外壁は斜長石とカンラン石からなる岩石のトロクトライトである。
アリスタルコス領域は2005年にハッブル宇宙望遠鏡で観測されており、この観測の目的はイルメナイトの形で酸素を豊富に含むガラス土壌の存在を調べることであった。アリスタルコスと比較するための基線の測定は化学組成が既知であるアポロ15号とアポロ17号の着陸地点でなされた。この観測は可視光と紫外光で行われ、クレーターはイルメナイトに富んでいることが示された。イルメナイトは、将来的な月移住において酸素を生産するために重要だと考えられている鉱物である。

## 月面発光現象
アリスタルコス台地では、多くの月面発光現象（一時月面現象、TLP）が報告されている。TLPとして報告されるものの中には、しばしば一時的な掩蔽や表面色の変化が含まれているが、信頼できる発見の3分の1以上はアリスタルコス台地からのものである。1971年にアポロ15号がアリスタルコス台地の上を110km通過した際には、アルファ粒子検出量の大幅な上昇が観測された。この粒子は半減期3.8日のラドン222の崩壊によって生じたものであると考えられており、ルナ・プロスペクターの観測ではラドンの放出源がクレーターであることが確認された。このことは表面への継続的なガスの漏出ないし爆発的なガスの噴出によって説明できると考えられている。

## 衛星クレーター

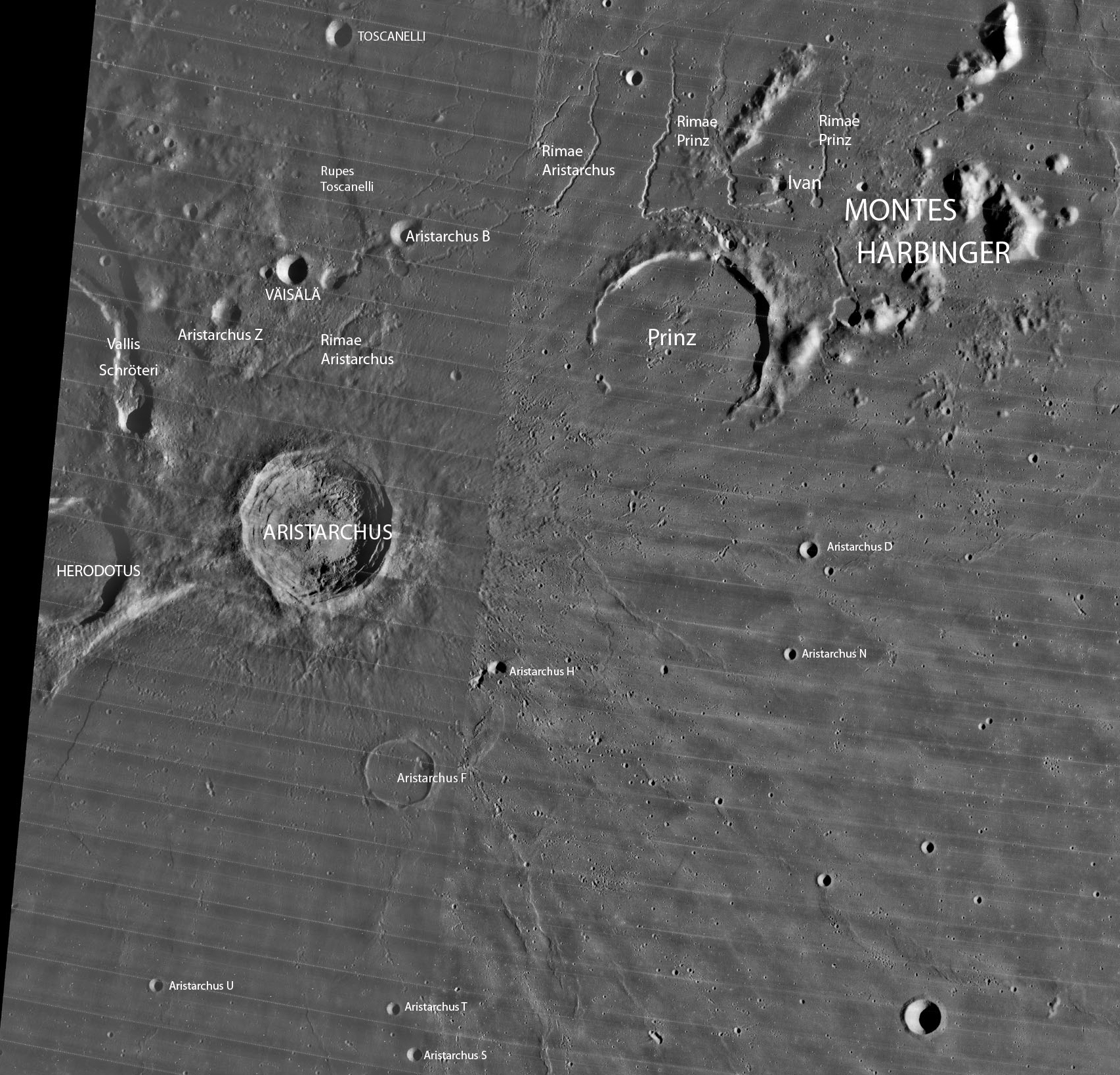
アリスタルコスとその衛星クレーター

アリスタルコスはいくつかの小さいクレーターによって囲まれており、おそらく多くが2次クレーターである。2次クレーターはメインクレーターの放出物が再び表面にぶつかることで形成される。これらはメインクレーターから近い順につけられた文字で識別される。
| アリスタルコス | 緯度    | 経度    | 直径  |
| -------------- | ------- | ------- | ----- |
| B              | 26.3° N | 46.8° W | 07 km |
| D              | 23.7° N | 42.9° W | 05 km |
| F              | 21.7° N | 46.5° W | 18 km |
| H              | 22.6° N | 45.7° W | 04 km |
| N              | 22.8° N | 42.9° W | 03 km |
| S              | 19.3° N | 46.2° W | 04 km |
| T              | 19.6° N | 46.4° W | 04 km |
| U              | 19.7° N | 48.6° W | 04 km |
| Z              | 25.5° N | 48.4° W | 08 km |

下記のクレーターはIAUによって再命名されている。
- アリスタルコス A — See Väisälä.
- アリスタルコス C — See Toscanelli.